# ماهی‌گیران سوان
ماهی‌گیران سوان (ارمنی: Սևանի ձկնորսները) یک فیلم اکشن و جنگی است محصول سال ۱۹۳۸، به کارگردانی ان. دوکور و گورگن مارینوسیان

## بازیگران
- هراچیا نرسیسیان
- هاسمیک
- اوری بونیاتیان
- لوون ظهرابیان
- موراد کوستانیان
- داویت مالیان
- گورگن جانیبکیان
- تاتول دیلاکیان
- هامبارتسوم خاچانیان
- ای. آراکلیان
- خاچاطور آبراهامیان
- سیران هوهانیسیان
- یونس نوری